# Oberto da Dovara
Oberto da Dovara (Cremona, fine XI secolo – 1162) è stato un vescovo cattolico e generale italiano, comandante dell'esercito cremonese durante l'assedio ad opera dei milanesi.

## Biografia
Era figlio di Alberto, vassallo del vescovo di Cremona, della nobile famiglia dei Dovara. Fu nominato vescovo di Cremona nel 1117 e quello stesso anno si occupò della ricostruzione in città della Cattedrale di Santa Maria Assunta, dopo il devastante terremoto che distrusse l'edificio, iniziato nel 1107. Durante i lavori vennero rinvenute e ricomposte le spoglie di sant'Imerio, patrono di Cremona, che si ritenevano perdute.
Esercitò il proprio potere temporale combattendo i milanesi e partecipò all'assedio di Crema del 1159, alleato con le truppe imperiali.
Morì nel 1162.